# هوب وفيث (مسلسل)
هوب وفيث (بالإنجليزية: Hope & Faith)‏ مسلسل تلفزيوني أمريكي يعتمد على كوميديا الموقف عرض على هيئة الإذاعة الأمريكية من 26 سبتمبر 2003 إلى 2 مايو 2006 حيث تم تصوير 3 أجزاء بواقع 56 حلقة.

## القصة
تدور أحداث المسلسل حول ربة المنزل هوب شانوفسكي التي تضطر إلى استضافة أختها الممثلة فيث فيرفيلد في منزلها من أجل أن تساعدها في تجاوز محنتها الحالية في عدم إقبال المنتجين على منحها أي أدوار مهمة. وتحدث العديد من المشاكل بسبب طريقة تفكير فيث السطحية وتفكير هوب العملي وتدخلها المستمر في علاقتها بزوجها تشارلي وأبنائها هيلي، جاستين، وسيدني.

## الشخصيات
| الممثل(ة)     | الشخصية         | عدد الحلقات |
| فيث فورد      | هوب شانوفسكي    | 56          |
| كيلي ريبا     | فيث فيرفيلد     | 55          |
| تيد مكغينلي   | تشارلي شانوفسكي | 55          |
| ماسي كروثيرد  | هيلي شانوفسكي   | 52          |
| بولي ليت      | جاستين شانوفسكي | 49          |
| ميغان فوكس    | سيدني شانوفسكي  | 33          |
| نيكول باغي    | سيدني شانوفسكي  | 21          |
| مارك كونسيلوس | غاري غوتشاريز   | 10          |
| روبرت واغنر   | جاك فيرفيلد     | 7           |
| بريت مورفي    | إدوين           | 5           |
| ------------- | --------------- | ----------- |

## روابط خارجية
- هوب وفيث على موقع IMDb (الإنجليزية)
- هوب وفيث على موقع ميتاكريتيك (الإنجليزية)
- هوب وفيث على موقع روتن توميتوز (الإنجليزية)
- هوب وفيث على موقع كينوبويسك (الروسية)
- هوب وفيث على موقع قاعدة بيانات الفيلم (الإنجليزية)